# Matteo Raverti
Matteo Raverti (Lombardia, XIV secolo – XV secolo) è stato un architetto e scultore italiano.
La personalità del Raverti è tra le più interessanti all'ombra del gotico internazionale sino dalla sua formazione milanese, di certo influenzata dalla corrente detta ouvrage de Lombardie impersonata da Giovannino de' Grassi, Paolino da Montorfano e da Michelino da Besozzo.

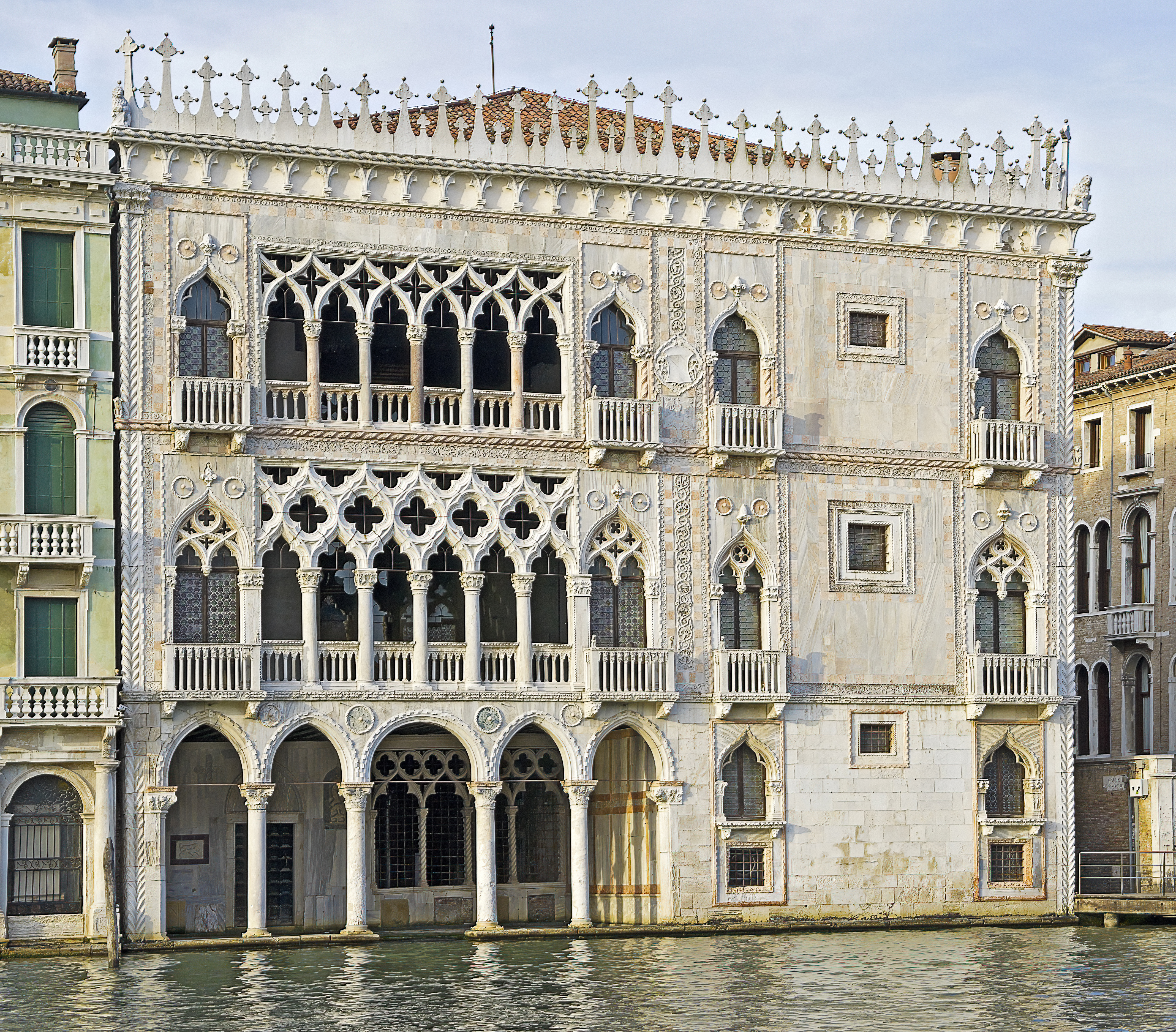
Venezia, Ca' d'Oro

## Biografia
Il suo nome compare negli Annali della Fabbrica del Duomo di Milano tra il 1389 e il 1404. Qui tra le varie sculture che eseguì menzioniamo la statua di San Babila, forse il suo capolavoro del periodo milanese, un Angelo turiferario nel finestrone dell'abside, e diversi Profeti e Giganti.
Nel 1410 si trovava probabilmente già a Venezia, dove si trasferì insieme ad altri artisti lombardi per lavorare alla decorazione plastica della facciata di palazzo Ducale e al coronamento gotico della Cappella ducale. Al Raverti sono stati attribuiti i noti gruppi d'angolo del palazzo: in particolare il Noè ubriaco, che appare tra le più singolari sculture di questo periodo a Venezia. Di Raverti sono inoltre le figure di giganti, o doccioni, sulla parete sinistra della facciata occidentale, il San Cristoforo alla chiesa della Madonna dell'Orto e la tomba di Borromeo Borromei nella chiesa di Sant'Elena (demolita in epoca napoleonica).
L'attività del Raverti come architetto si trova nella costruzione della Ca' d'Oro (circa 1421-1430), che rappresenta il massimo capolavoro del gotico fiorito a Venezia.